# Sanagōchi
Sanagōchi (佐那河内村?) è un villaggio giapponese della prefettura di Tokushima.